# Liste der Monuments historiques in Pomerol
Die Liste der Monuments historiques in Pomerol führt die Monuments historiques in der französischen Gemeinde Pomerol auf.

## Liste der Bauwerke
| Bezeichnung   | Beschreibung | Standort | Kennzeichnung | Schutzstatus | Datum | Bild |
| ------------- | ------------ | -------- | ------------- | ------------ | ----- | ---- |
| Kreuz von Gay |              | (Lage)   | PA00083668    | Inscrit      | 1987  |      |